# Ilze Lejiņa
Ilze Lejiņa (née le 1er juin 1978 à Madona) est une saxophoniste lettone.

## Biographie
Ilze Lejiņa est née en 1978 à Madona. Elle a étudié le saxophone classique à l’école Jāzeps Mediņš, puis à l'Académie Supérieure de Musique Jāzeps Vītols de Riga. En 2002, elle crée l’ensemble n[ex]t, quatuor feminin de Saxophones, qui représente la marque Yamaha dans les pays Baltes. Entre 1998 et 2016, elle a fait partie du Quatuor de Saxophones de Riga «Rigas Saksofonu Kvartets», avec lequel elle a remporté une Victoire de la Musique Classique Lettone en 1999. En 2012, elle crée le duo electro-folk “Viņš un Viņa” (qui signifie en français “Elle et Lui”) avec le saxophoniste français de jazz Fred Hormain, qui est dans la vie privée son mari.